# المسحط (كعيدنة)

تعديل مصدري - تعديل

المسحط هي إحدى قرى عزلة سواخ بمديرية كعيدنة التابعة لمحافظة حجة، بلغ تعداد سكانها 195 نسمة حسب تعداد اليمن لعام 2004.